# Villanueva de la Cañada
Pour les articles homonymes, voir Villanueva.
Villanueva de la Cañada est une commune espagnole, située dans la communauté de Madrid.

## Géographie

### Situation
Située à 30 km au nord-ouest de Madrid, elle comprend une vaste plaine peu élevée, arrosée par les rivières Guadarrama et Aulencia, ainsi que par de nombreux ruisseaux. Elle possède un climat de steppe caractéristique de la province de Madrid. Culminant à 652 m, elle occupe une superficie de 34,3 km2.
En raison de la politique d'urbanisation de la ville, on dénombre de nombreux noyaux de population aux alentours du centre-ville : les zones résidentielles de Guadamonte, La Raya del Palancar, Villafranca del Castillo et La Mocha Chica en sont des exemples.

## Politique et administration
La ville est dirigée par un conseil de dix-sept membres, dont le maire, élus pour quatre ans. Luis Partida Brunete, membre du Parti populaire est maire depuis 1979.

## Population et société

### Démographie
- 15 647 habitants en 2005 (source: site officiel de la mairie).
- 19 000 habitants en 2012 (source: site officiel de la mairie).
- 23 799 habitants en 2024 (source: INE).

### Jumelages
- Metepec (Mexique) depuis 1995.
- Madaba (Jordanie) depuis 2005.
- Le Vésinet (France) depuis 2006.
- Royston (Royaume-Uni) depuis 2011.
- La Cañada Flintridge (États-Unis) depuis 2017.

### Enseignement
Villanueva de la Cañada comprend quatre établissements publics, trois établissements privés sous contrat dont un confessionnel, et deux établissements privés dont un établissement d'enseignement français, le Lycée français international Molière. Celui-ci appartient à la Mission laïque française (MLF), est partenaire de l'Agence pour l'enseignement français à l'étranger (AEFE) et est homologué par le Ministère de l'Éducation nationale. Il scolarise environ 700 élèves français, espagnols et d'autres nationalités, de la petite section de maternelle, dès 2-3 ans, aux classes terminales, et compte également une crèche.

### Enseignement supérieur
Deux universités privées sont installées à Villanueva de la Cañada : l'Université Alfonso X el Sabio (UAX) et l'Université Camilo José Cela (UCJC).

## Économie

### Établissement scientifique
Le Centre d'astronomie spatiale européen (ESAC), qui dépend de l'Agence spatiale européenne (ESA), est situé à proximité du quartier de Villafranca del Castillo.40° 26′ 41″ N, 3° 57′ 10″ O